# 루이베

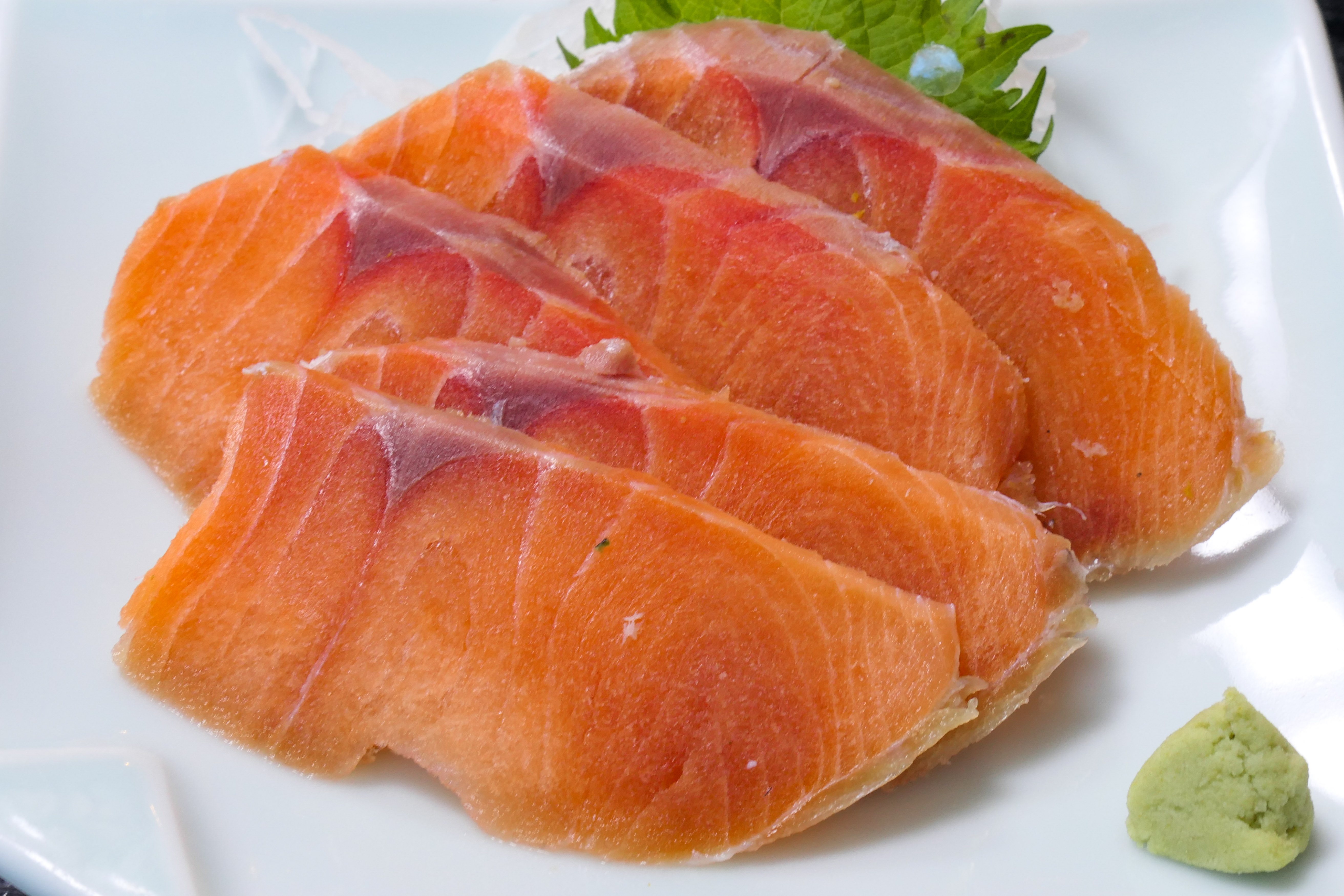

루이베(일본어: ルイベ)는 일본 북부 아이누족의 요리이다. 야외에서 얼린 해산물을 사시미처럼 썰어 간장과 청양고추와 함께 제공한다.

## 역사
에조와 홋카이도(근대 이전의 홋카이도와 이후의 홋카이도)에서는 늦가을부터 초겨울에 걸쳐 추운 시기에 잡힌 연어와 시샤모를 처마 아래에 매달거나 눈 속에 묻어 냉동 보존했다. 그러면 보존성이 높아지면서 광절열두조충(상어 벌레)이나 고래회충 등의 기생충이 사멸한다. 연어가 너무 많은 지방과 생취를 줄일 수 있고, 그만큼 연어의 적당한 지방과 좋은 냄새를 맛과 맛으로 강하게 느낄 수 있어서 연어 이외에도 코마이 등 다양한 생선이 루이베로 가공 외기로 보존된 루이베는 동결과 건조를 반복한 건어물과 같은 상태의 식품이었다.
그 후, 식재료로되는 물고기의 종류는 늘어났고 시기를 특정하기는 어렵지만 연어류(연어나 송어 등)를 사용한 루이베가 홋카이도의 향토 요리로 되게 되었다. 연어와 같은 연어류로도 무지개 송어와 히메마스는 나중에 이용되기 시작했다. 게다가 대구와 가리비로도 만들 수 있게 되었다.